# فرودگاه پورت الگین (پراید فیلد)
فرودگاه پورت الگین (پراید فیلد) (به انگلیسی: Port Elgin (Pryde Field) Airport) یک فرودگاه خصوصی است که یک باند فرود چمن دارد و طول باند آن ۹۶۰ متر است. این فرودگاه در کشور کانادا قرار دارد و در ارتفاع ۲۰۱ متری از سطح دریا واقع شده است.